# Marcha hacia el este
La marcha hacia el este fue una política pública de migración que se llevó a cabo entre 1955 a 1980 durante el gobierno de Alfredo Stroessner, para poblar y desarrollar la zona este del Paraguay y tener una mejor conexión vial con Brasil, llegando así hasta el puerto de Paranaguá ubicado en el océano Atlántico. Fue una respuesta a la llamada marcha hacia el oeste llevada a cabo años antes por el gobierno brasileño entre 1937 a 1945.
Con este proyecto se logró la integración de los departamentos de Caaguazú, Alto Paraná y Canindeyú, anteriormente casi despoblados.

## Historia
Dicho proyecto ya se tenía pendiente desde 1930, pero debido a la Guerra del Chaco (1932 - 1935), a la guerra civil paraguaya de 1947 y a la inestabilidad política, esto recién se pudo llevar a cabo plenamente en la década de 1950 durante el gobierno de Alfredo Stroessner.
En 1955 unidades militares al mando del capitán Porfirio Pereira Ruiz Díaz dieron inicio a la construcción de la entonces llamada ruta 7 (actual ruta PY02), un tramo de 211 km que iba desde Coronel Oviedo hasta el río Paraná, dicha carretera fue inaugurada oficialmente en 1959, siendo inicialmente de terraplén y luego asfaltada en 1963.

### Departamento de Alto Paraná
El 3 de febrero de 1957 se fundó Ciudad del Este, capital del departamento de Alto Paraná.
El 14 de mayo de 1958 el padre Guido Coronel funda la ciudad de Minga Guazú.
El 1 de noviembre de 1958 fue fundada la ciudad de Dr. Juan León Mallorquín.
El 22 de agosto de 1961 se fundó la ciudad de Yguazú, una colonia japonesa.
El 27 de marzo de 1965 se inauguró el Puente Internacional de la Amistad, iniciándose así un comercio intenso con la ciudad brasileña de Foz do Iguaçu.

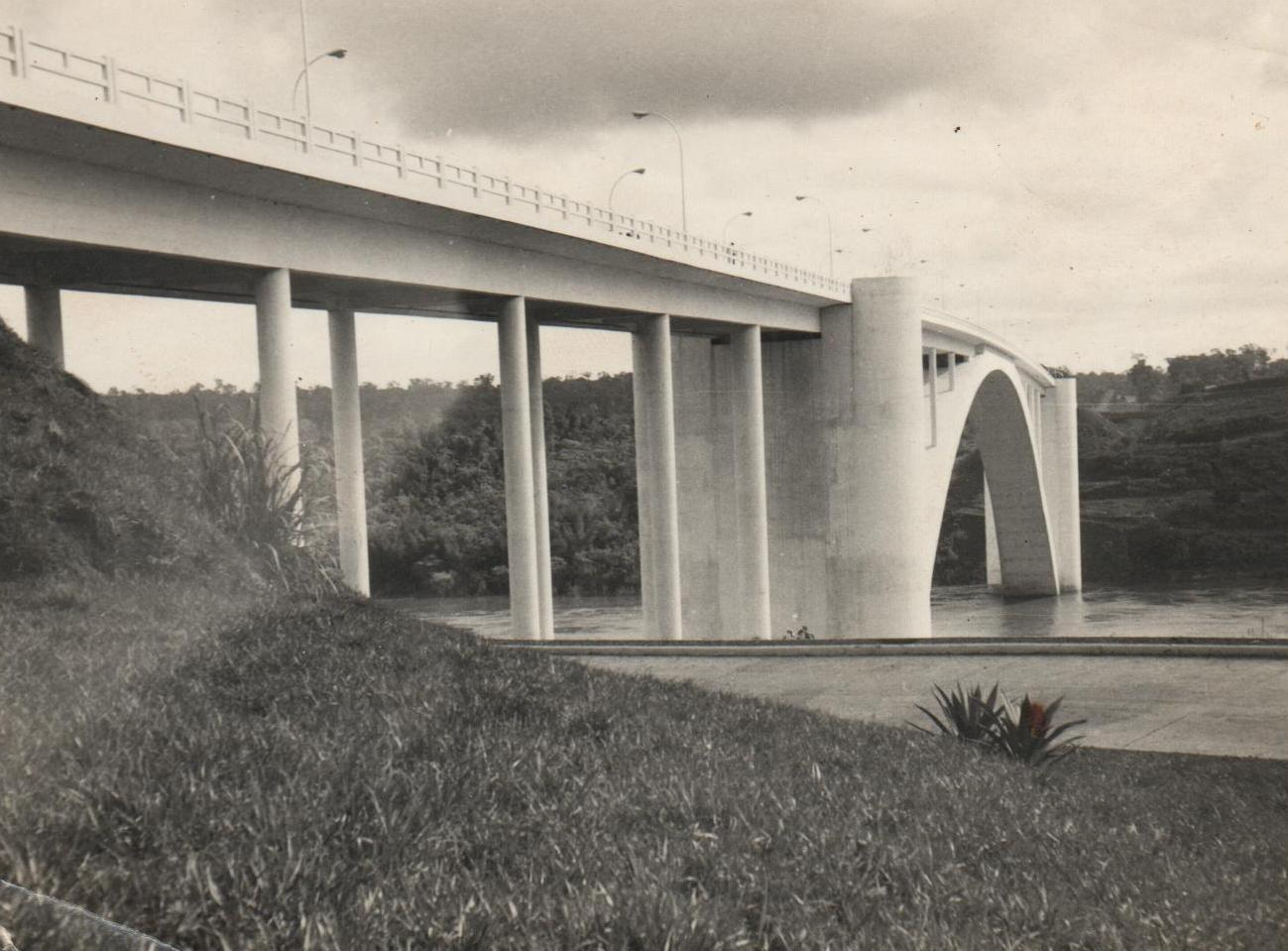
El Puente Internacional de la Amistad recién inaugurado en 1965.

El 24 de junio de 1965 se iniciaron las obras de la represa de Acaray, la cual fue terminada el 16 de diciembre de 1968.
En enero de 1975 se inició la construcción de la Represa de Itaipú, que finalmente fue inaugurada el 5 de mayo de 1984.

### Departamento de Canindeyú
El 3 de marzo de 1959 fue fundada la ciudad de Saltos del Guairá, capital del departamento de Canindeyú.